# Union des métiers et des industries de l'hôtellerie
 (avril 2020).
 (avril 2020).
L'Union des métiers et des industries de l'hôtellerie ou UMIH est une organisation patronale française du secteur de l'hôtellerie-restauration, représentante des entreprises rattachées à la convention collective des Hôtels, cafés, restaurants (HCR).
Elle compte parmi ses adhérents des hôtels, restaurants, cafés, bowlings, centres de thalassothérapies, traiteurs organisateurs de réceptions, discothèques et autres établissements de nuit.
L'UMIH représente près de 30 000 entreprises adhérentes, soit 72 % des entreprises syndiquées et 50% des salariés d'entreprises adhérentes à une organisation professionnelle du secteur HCR. A ce titre, elle est régulièrement consultée par des commissions et des missions d'information parlementaires,.

## Objectifs
L'UMIH est un syndicat patronal qui défend les interets de ses adhérents. 
Elle revendique publiquement différents objectifs : 
- Informer, accompagner et conseiller ses adhérents sur différents domaines (juridique, fiscal, social, emploi, formation, environnement)
- Assurer la promotion et la reconnaissance des métiers et du secteur HCR
- Représenter et défendre les professionnels
- Démontrer le rôle majeur des cafés, hôtels, restaurants dans la filière du tourisme

L'UMIH est présente au niveau européen, notamment en tant que membre fondateur de l'HOTREC, l'association européenne des hôtels, restaurants et cafés et de l'ENA, l'association européenne des établissements de nuit.

## Histoire
La Fédération nationale de l'industrie hôtelière (FNIH) devient l'Union des métiers et des industries de l'hôtellerie (UMIH) en 2000.
André Daguin, président de la FNIH de 1997 à 2000 puis de l'UMIH de 2000 à 2008, est connu notamment pour sa revendication d'une TVA réduite à 5,5% dans les années 2000.
Christine Pujol lui succède en septembre 2008 pour un mandat de quatre ans. 
Après un an de mandat, elle est destituée par une assemblée générale extraordinaire convoquée de manière irrégulière, au cours de laquelle André Daguin est nommé président par intérim. Ce conflit a pour toile de fond la baisse de TVA sur la restauration et les contreparties de la profession négociées entre André Daguin et Nicolas Sarkozy.
Une nouvelle assemblée générale a lieu le 15 mars 2010 au cours de laquelle Roland Héguy est élu avec 80% des voix.
La situation devient conflictuelle, Christine Pujol se barricade dans son bureau quelques jours avant le scrutin pour déjouer sa destitution organisée par ses opposants. Laurence Parisot lance un appel au calme, alors que Christine Pujol est toujours enfermée dans son bureau depuis 6 jours et que la justice doit rendre son jugement. 
La justice déboute l'UMIH qui demandait l'expulsion de Christine Pujol. Les élections sont ensuite invalidées par la justice.
De nouvelles élections, le 4 octobre 2010, aboutissent à la large victoire du duo Roland Héguy et Hervé Becam.
En avril 2015, la Confédération des professionnels indépendants de l'hôtellerie (CPIH) devient un syndicat associé de l'UMIH.
En avril 2017, les mandats de Roland Héguy et Hervé Becam (vice-président) ont été exceptionnellement prolongés pour une durée de deux ans, jusqu'en 2020.
En juin 2017, l'UMIH est l'un des 14 membres fondateurs de la Confédération des acteurs du tourisme (CAT), organisation qui réunit l'ensemble des professions du secteur touristique. Roland Héguy en assure la présidence depuis sa création jusqu'à septembre 2022.
En novembre 2018, l'UMIH assigne la société Airbnb en justice devant le tribunal de commerce de Paris pour concurrence déloyale vis-à-vis des hôteliers-restaurateurs, estimant que la plateforme de location touristique viole la réglementation qui régit son activité.
Au début de 2019, à la suite de la réorganisation des organismes paritaires collecteurs agréés (OPCA) en opérateurs de compétences (OPCO), l'hôtellerie-restauration est intégrée dans l'OPCO des entreprises à forte intensité de main-d'œuvre et Hervé Becam en prend la présidence en avril 2019.
En septembre 2019, France Thalasso, le Syndicat national professionnel de la thalasso, devient syndicat associé de l'UMIH.
Le 16 octobre 2019, lors d'une Assemblée Générale extraordinaire, le projet "UMIH 2022" est voté à 97% par les présidents départementaux de l'UMIH. Ce projet s'est accompagné d'une prolongation de deux ans des mandats de Roland Héguy et Hervé Becam, jusqu'en 2022, ainsi qu'une prolongation des mandats des quatre présidents de branches, de deux ans et demi, soit jusque début 2023.
Dans le cadre des élections confédérales programmées pour octobre 2022, Alain Grégoire, président de l'UMIH régionale d'Auvergne-Rhône-Alpes annonce le 22 juillet 2022 sa candidature au poste de président confédéral de l'UMIH, avec comme colistier Hubert Jan, président d'UMIH Restauration et président départemental de l'UMIH 29,. 
Laurent Duc, président d'UMIH Hôtellerie, annonce sa candidature à cette même élection le 12 septembre 2022 avec Nathalie Baudoin comme colistière pour le poste de vice-présidente confédérale. Stéphane Manigold, président des restaurateurs de l'UMIH Paris IDF, officialise sa candidature à cette élection le 28 septembre 2022 avec comme colistier Grégory Pourrin. 
Le 29 septembre 2022, le conseil de surveillance de l'UMIH a validé ces trois candidatures ainsi que celles de deux autres binômes : celle de Bernard Marty, président de l'UMIH régionale de Provence-Alpes-Côte d'Azur avec pour colistière Sabine Ferrand, présidente de l'UMIH régionale de Centre-Val-de-Loire, ainsi que celle de Thierry Marx, chef étoilé, avec comme colistier Eric Abihssira, président de la Fédération de l'hôtellerie, de la restauration et du tourisme Nice Côté d'Azur.
Le scrutin a eu lieu le 27 octobre 2022 à Paris,. 
Thierry Marx est élu président confédéral de l'UMIH avec 71,66% des voix face à Stéphane Manigold.

## Organisation
L'UMIH est une organisation qui regroupe 400 collaborateurs, dont une trentaine au siège, et plus de 2000 élus dans plus d'une centaine de fédérations départementales, présentes en métropole et en outre-mer.

### Branches
L'UMIH est organisée au niveau national en cinq branches professionnelles : Cafés, brasseries et établissements de nuit; hôtellerie française, restauration, saisonniers, traiteurs . Elle a plusieurs commissions nationales : Europe, sociale, développement durable, ruralité et territoires.

### Syndicats associés
- GNC (Groupement national des chaînes hôtelières), présidé par Jean-Virgile Crance [42]
- CSLMF (Chambre syndicale des lieux musicaux festifs et nocturnes) présidée par Aurélien Dubois [43]
- France thalasso (Syndicat national professionnel de la thalasso) présidée par Marie Perez Siscar [44]

### Structures interdépartementales
- UMIH Prestige (palaces, hôtels 5 étoiles), présidée par Christophe Laure[45]
- UMIH Nuit (Établissements Festifs)[46], présidée par Thierry Fontaine[47]
- UMIH Bowling-Loisirs, présidée par Serge Gaillard[48]
- SNEG & Co (Syndicat national des entreprises gaies) présidé par Olivier Robert[49]

### Organisme de formation
- UMIH Formation, présidée par Michel Bédu [50]

### Magazine professionnel
- Nous CHRD[51]

## Gouvernance

### Directoire
Le directoire de l'UMIH est composé de membres de droit, parmi lesquels figurent notamment la présidence confédérale, les présidents de branches, un trésorier général et les présidents des syndicats associés, ainsi que des membres désignés. Il se réunit une fois par mois.

## Activité de lobbying
En 2018, l'UMIH a déclaré un montant compris entre 100 000 et 200 000 euros pour ses activités de représentation d'intérêts auprès de la Haute Autorité pour la transparence de la vie publique (HATVP) . Ce montant concerne spécifiquement l'UMIH nationale, ses fédérations départementales se déclarant séparément auprès de la HATVP.

### Auprès des institutions européennes
L'UMIH est inscrite au registre de transparence des représentants d'intérêts auprès de la Commission européenne. A ce titre, elle a déclaré en 2018 deux collaborateurs à équivalent d'un seul temps plein pour cette activité, avec un montant de dépenses comprises entre 50 000 et 100 000 euros.

## Organisations interprofessionnelles
L'UMIH s'est déclarée adhérente à la HATVP auprès de quatre organisations interprofessionnelles : le Mouvement des entreprises de France (MEDEF), la Confédération des petites et moyennes entreprises (CPME), la Confédération générale de l'alimentation de détail (CGAD) et le Groupement des professions de services (GPS).